# Svärdet i stenen (bokserie)
Svärdet i stenen är en romansvit skriven av den brittiska författaren T.H. White. Den bygger på den engelska 1400-talsförfattaren Thomas Malorys episka sammanställning Le Morte d'Arthus av legenderna kring kung Artur och riddarna av runda bordet. 

## RomansvitenSvärdet i stenen
Svärdet i stenen (den engelska originaltiteln är The Once and Future King) består av följande delar:
- Svärdet i stenen (originaltitel The Sword in the Stone), 1938
- Vindens och nattens drottning (originaltitel The Queen of Air and Darkness), 1939
- Den missanpassade riddaren (originaltitel The Ill-Made Knight), 1940
- Ljuset i stormen (originaltitel The Candle in the Wind), 1958
- samt den fristående Merlins bok (originaltitel The Book of Merlyn), utgiven postumt 1977.

## Bearbetningar
- Broadway-musikalen Camelot baseras på romansviten.
- Den tecknade filmen Svärdet i stenen som hade premiär 1963 bygger på romanseriens första del.